# Kaz Boyle
Pour les articles homonymes, voir Boyle.
Kazimir (Kaz) Boyle est un compositeur de musique de films né le 27 septembre 1976 à Chicago aux États-Unis. Il a travaillé pour le studio Media Ventures.

## Filmographie
- 2012 : Au cœur de la famille (Dad's Home) de Michael McKay

2007
- Flatland: The Movie de Jeffrey Travis
- Choose Connor de Lucas Elliott
- Elizabeth, l'âge d'or de Shekhar Kapur (musique de Craig Armstrong) (arrangements)
- Shrek le troisième de Chris Miller (musique de Harry Gregson-Williams) (arrangements)
- Les Tudors de Ciaran Donnelly (série TV) (musique de Trevor Morris) (musiques additionnelles)

2006
- The Path of Most Resistance de Peter Kelley (court métrage)
- Sweetzer de Wayne Reynolds (musique de David Wirth) (musiques additionnelles)
- World Trade Center d'Oliver Stone (musique de Craig Armstrong) (arrangements, programmation et orchestrateur)

2005
- Réussir ou mourir de Jim Sheridan (musique de Gavin Friday, Quincy Jones et Maurice Seezer) (arrangements)
- Ordinary Miracles de Michael Switzer (film TV) (musique de James Michael Dooley) (musiques additionnelles)
- The Mars Underground de Scott J. Gill (documentaire TV) (musique de James Michael Dooley) (musiques additionnelles)
- Must Love Dogs de Gary David Goldberg (musique de Craig Armstrong) (arrangements)
- Chasing Ghosts de Kyle Dean Jackson (musique de Scott Glasgow) (arrangements)
- Terrain d'entente de Bobby et Peter Farrelly (musique de Craig Armstrong) (arrangements)
- Jane Doe: Now You See It, Now You Don't de Armand Mastroianni (musique de James Michael Dooley) (musiques additionnelles)
- Close to Home : Juste Cause de Jim Leonard (série TV) (musique de Michael A. Levine) (musiques additionnelles)

2004
- Chaos Theory de Suny Behar (court métrage)
- Spanglish de James L. Brooks (musique de Hans Zimmer) (musiques additionnelles)
- The Lost Angel de Dimitri Logothetis (musique de Trevor Morris) (musiques additionnelles)

2003
- Tout peut arriver de Nancy Meyers (musique de Hans Zimmer et Heitor Pereira) (coordinateur)
- History Channel : "Lousianna Purchase" (documentaire TV) (musique de James Michael Dooley) (musiques additionnelles)

2002
- Pushing the Envelope de Suny Behar (court métrage)
- Spirit, l'étalon des plaines de Kelly Asbury (musique de Hans Zimmer) (assistant technique)

2001
- Hunger de Maria Giese
- La Chute du faucon noir de Ridley Scott (musique de Hans Zimmer) (assistant de Hans Zimmer)
- Écarts de conduite de Penny Marshall (musique de Hans Zimmer) (assistant de Hans Zimmer)
- Pearl Harbor de Michael Bay (musique de Hans Zimmer) (assistant de Hans Zimmer)
- Hannibal (film, 2001) de Ridley Scott (musique de Hans Zimmer) (assistant de Hans Zimmer)

2000
- East of West de Ryan Engle (court métrage)
- Tolerance de Suny Behar (court métrage)